# Comana (Costanza)
Comana è un comune della Romania di 1 844 abitanti, ubicato nel distretto di Costanza, nella regione storica della Dobrugia.
Il comune è formato dall'unione di 3 villaggi: Comana, Pelinu, Tătaru.